# Ernst Pein
Ernst Pein (* 3. September 1883 in Halstenbek; † 18. April 1962) war ein deutscher Unternehmer. Unter seiner Leitung entwickelte sich das Halstenbeker Unternehmen Pein & Pein zur größten deutschen Forstbaumschule.

## Leben und Wirken

### Baumschul-Unternehmer
Ernst Pein war der Urenkel eines Halstenbeker Bauern, der im Nebenerwerb ab etwa 1820/1821 Forstpflanzen herangezogen hatte. Angeregt hatte ihn dazu der Erfolg der benachbarten Flottbeker Baumschulen. 1848 gründete Hans Hinrich Pein, der als „Boom-Pein“ bekannt war, die erste Forstbaumschule auf den leichten Geestböden Halstenbeks. Sie entwickelte sich allerdings sehr langsam. Bis 1870 war die Forstpflanzenzuchtfläche erst auf etwa fünf Hektar angewachsen. Der Aufschwung kam, als 1883 Halstenbek einen Bahnhof und somit Anschluss an das Eisenbahnnetz erhielt. Zudem kam im Zuge reger Aufforstungstätigkeiten innerhalb der Forstwirtschaft die künstliche Verjüngung der Waldbestände in Mode.
In der Folge entwickelte sich das später von Ernst Pein geleitete Unternehmen Pein & Pein bis in die „Wirtschaftswunder-Jahre“ nach dem Zweiten Weltkrieg hinein zum Betrieb mit den größten Forstbaumschulen Europas. Neben dem Stammsitz in Halstenbek in Holstein bei Hamburg gab es Zweigbetriebe in Neuhäusel im Westerwald und in Gunzenhausen in Mittelfranken. Das Unternehmen zog neben Forstpflanzen auch Hecken- und Windschutzpflanzen heran.

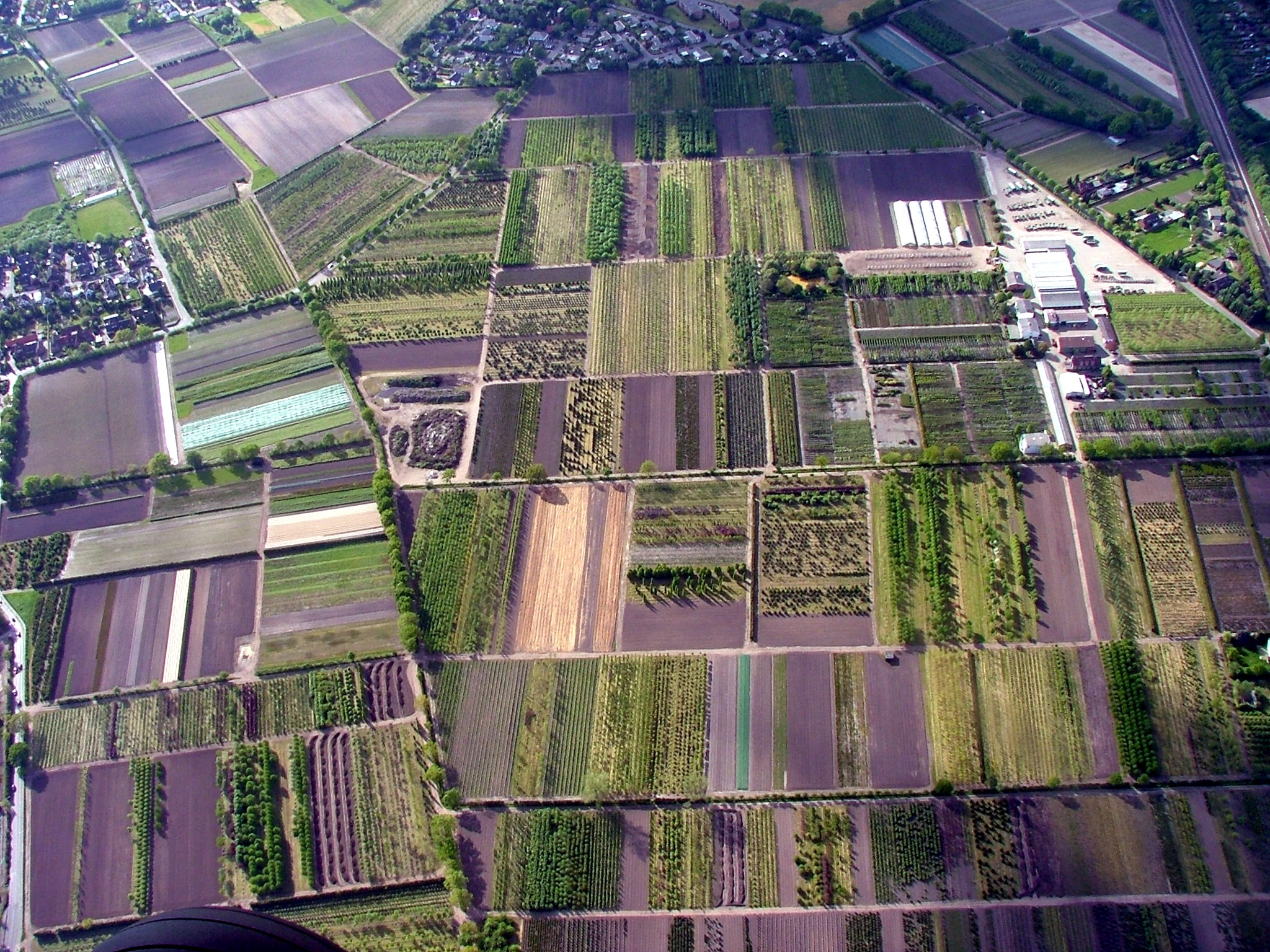
Luftaufnahme der Halstenbeker Baumschulen

Halstenbek entwickelte sich durch die Tätigkeit der dortigen Forstbaumschulunternehmer zum Zentrum dieses Wirtschaftszweigs in Deutschland. Betrug die Forstpflanzen-Anzuchtfläche im Raum Halstenbek zu Beginn des Ersten Weltkriegs bereits rund 750 Hektar, wuchs sie bis Ende der 1950er-Jahre – nicht zuletzt aufgrund der großen Aufforstungsvorhaben zum Ausgleich der Folgeschäden des Zweiten Weltkrieges – auf mehr als 1300 Hektar. Das war seinerzeit weit mehr als die Hälfte der gesamten Anzuchtfläche der gewerbsmäßigen Forstbaumschulen der Bundesrepublik Deutschland. Das 1969 entwickelte Gemeindewappen Halstenbeks trägt dem Rechnung: Drei Nadelbäume (Fichten) verkörpern darauf die Baumschulen als wichtigen Wirtschaftszweig der Gemeinde. An dieser Entwicklung hatte Ernst Pein dank seines kaufmännischen Geschicks, das ihm auch in wirtschaftlich schwierigen Zeiten half, entscheidenden Anteil.

### Im „Dritten Reich“
Schon früh setzte sich Pein zudem für eine verbesserte Kontrolle des forstlichen Saatguts ein. So leitete er die 1911 gegründete Vereinigung der Kontrollbaumschulen Halstenbek e. V. und engagierte sich als Vorstandsmitglied im 1925 ins Leben gerufenen Hauptausschuss für Forstliche Saatgutanerkennung. Durch das 1934 erlassene Forstliche Artgesetz ging dessen Tätigkeit im staatlich gelenkten Reichsverband der Forstsamen- und Forstpflanzenbetriebe auf. Trotz erheblicher politischer Vorbehalte der Nationalsozialisten gegen seine Person erhielt Pein die Leitung sowohl dieses Verbandes als auch die Führung der Gruppe der Forstsamen- und Forstpflanzenbetriebe übertragen. Damit wurden ihm zugleich gewisse staatliche Befugnisse eingeräumt. Es gelang Pein mit viel taktischem Geschick, während der Zeit des Nationalsozialismus die von ihm vertretenen Forstbaumschulen und forstlichen Klenganstalten zwar einerseits in das totalitäre Wirtschaftssystem zu integrieren, andererseits aber auch deren privatwirtschaftliche Selbständigkeit zu bewahren.

### Nach dem Zweiten Weltkrieg
Sofort nach dem Ende des Zweiten Weltkriegs machte sich Pein daran, als wiedergewählter Präsident den Zentralverband der Forstsamen- und Forstpflanzenbetriebe e. V. neu zu ordnen, die Einheitlichkeit seines Berufsstands zu bewahren und die nord- und süddeutschen Unternehmer wieder an einen Tisch zu bringen. Daneben wirkte er in den Führungsgremien der Schutzgemeinschaft Deutscher Wald (SDW) – zu deren Mitgründern er 1947 gehört hatte – und des Deutschen Pappelvereins und Lignikultur mit. Daneben hatte er zahlreiche weitere, auch kommunalpolitische Ehrenämter inne.
Seine Erfahrungen legte er in dem Buch Forstsamen-Gewinnung und Forstpflanzen-Anzucht in den USA und in Deutschland. Beobachtungen auf meiner Studienfahrt in den USA im Vergleich zu meinen Erfahrungen in mehr als 50-jähriger Forstbaumschul-Praxis (Hannover 1953) nieder. Dieses Werk wurde auch ins Russische und Chinesische übersetzt.
Anlässlich seines 70. Geburtstags 1953 verlieh ihm seine Heimatgemeinde Halstenbek die Ehrenbürgerwürde. Für besondere Leistungen auf seinem Fachgebiet wurde Ernst Pein zudem mit dem Bundesverdienstkreuz I. Klasse ausgezeichnet. Der Zentralverband der Forstsamen- und Forstpflanzenbetriebe e. V. ernannte ihn zu seinem Ehrenpräsidenten. Anlässlich seines 75. Geburtstags 1958 erhielt er für „besondere Verdienste um die deutsche Forstwirtschaft“ die Goldene Plakette des Bundesministeriums für Ernährung, Landwirtschaft und Forsten, und die Schutzgemeinschaft Deutscher Wald verlieh ihm als ihrem Mitbegründer die Goldene Ehrennadel.
Ernst Pein starb am 18. April 1962.

### Das Ende des Traditionsunternehmens
Als zwischen 1994 und 2004 der komplette forstliche Baumschulen- und Dienstleistungsmarkt zusammenbrach, bedeutete dies auch für das Traditionsunternehmen Pein & Pein den Untergang. Als keine Chance mehr gesehen wurde, die größte deutsche Forstbaumschule in der bestehenden Form rentabel weiterzuführen, wurde sie 1999 schließlich liquidiert. Aus dem alten Unternehmen ging 1997 die P&P Gruppe hervor, die jedoch ebenfalls unter der anhaltend schlechten wirtschaftlichen Lage litt und sich nach einer Insolvenz 2005 zum 1. Februar 2006 neu aufstellte. Die P&P Gruppe verfügte über fünf Produktionsstandorte und 18 Gebietsvertretungen. Der Unternehmensverbund produzierte ab 2002 jährlich knapp 9 Millionen Forstpflanzen und forstete in dieser Zeit jedes Jahr zwischen 700 und 1200 Hektar mit 3 bis 5 Millionen Pflanzen auf (Stand 2007). 2019 wurde die P&P Gruppe an die Stiftung Fürst Liechtenstein verkauft und 2021 in deren 2020 übernommene Lürssen Forstbaumschule integriert.